# Кёглер, Франц
Франц Кёглер (нем. Franz Kögler; 24 февраля 1882, Нойштадт-на-Орле — 18 января 1939, Фрайберг) — немецкий инженер, специализировавшийся на геотехнике; одним из основателей немецкой механики грунтов; профессор Горной академии во Фрайберге, соавтор учебника «Baugrund und Bauwerk» (1938).

## Биография
Франц Кёглер учился в средней школе (Realschule) и в трех старших классах реальной гимназии в Хемнице, которую окончил в 1900 году. Впоследствии он изучал гражданское строительство в Дрезденском техническом университете, где получил степень кандидата наук. В ноябре 1905 года Кёглер стал правительственным застройщиком (Regierungsbauführer) и получил назначение в Дрезден: участвовал в реконструкции железнодорожных станций «Niedersedlitz» и «Reick», а также — в строительстве дорог и мостов. В 1910 году он стал государственным архитектором (Regierungsbaumeister): с 1909 по 1912 год занимался проектированием железных дорог, мостов и линий электропередач над Эльбой. После этого он был директором по строительству в Дрездене, а в 1914 году стал техническим директором в Ассоциации немецких железных дорог.
С 1905 по 1912 год Кёглер также являлся ассистентом профессора Макса Фёрстера (Max Förster, 1867—1930) в Дрезденском техническом университете. В 1911 году он стал приват-доцентом и защитил докторскую диссертацию; читал лекции до 1914 года, после чего стал приват-доцентом в Берлинском техническом университете. С октября 1918 года Кёглер являлся профессором гражданского строительства и инженерной механики в Горной академии во Фрайберге: в 1924 году создал лабораторию почвенной механики, которая вскоре стала известна в Германии. В 1938 году, совместно с коллегой Альфредом Шайдигом, Кёглер опубликовал учебник «Baugrund und Bauwerk», выдержавший к 1948 пять изданий. С 1928 по 1930 год он являлся ректором академии, а в 1930-х годах — разработал первый датчик для измерения давления земли. 11 ноября 1933 года Франц Кёглер был среди более 900 ученых и преподавателей немецких университетов и вузов, подписавших «Заявление профессоров о поддержке Адольфа Гитлера и национал-социалистического государства». 18 января 1939 года Кёглер покончил с собой в связи с состоянием здоровья и политической ситуацией в Третьем рейхе.

## Память
Фрайбергская горная академия присуждает приз имени Франца Кёглера; его именем также названа улица «Franz-Kögler-Ring» во Фрайберге. На доме Кёглера установлена мемориальная табличка.

## Работы
- Vereinfachte Berechnung eingespannter Gewölbe. Springer-Verlag Berlin/Heidelberg, 1913.
- Baugrund und Bauwerk. Ernst & Sohn Berlin, 1938. (5. durchgesehene und verbesserte Auflage 1948).